# Aartsbisdom Dublin
Het Aartsbisdom Dublin (Latijn: Archidioecesis Dublinensis, Iers: Ard-Deoise Bhaile Átha Cliath, Engels: Archdiocese of Dublin) is een rooms-katholiek bisdom in Ierland. Het omvat de stad Dublin en het overgrote deel van het graafschap Dublin. Verder omvat het delen van de graafschappen Wicklow, Carlow, Kildare, Laois en Wexford.
Het bisdom Dublin was oorspronkelijk geen Iers bisdom maar gericht op Canterbury. Tijdens de synode van Rathbreasail in 1110 werd Dublin benoemd als deel van het bisdom Glendalough. Pas in Kells, in 1152, werd Dublin een zelfstandig Iers bisdom. Het werd toen direct ook aartsbisdom, waarbij het aartsbisdom oorspronkelijk werd aangeduid als Dublin en Glendalough. 

## Kathedraal

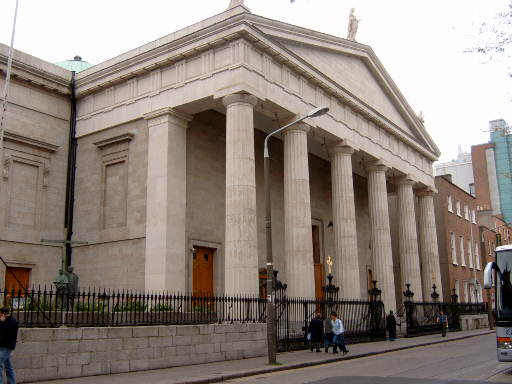
Rooms-katholieke pro kathedraal van Maria

Dublin heeft formeel geen kathedraal. De zetel van het aartsbisdom staat  voorlopig in  Saint Mary's Pro-Cathedral. Waar de rooms-katholieke meerderheid van de Ieren in alle andere bisdommen heeft geaccepteerd dat de historische kathedraal in gebruik is bij de Church of Ireland geldt voor Dublin dat Christ Church Cathedral door de Rooms-Katholieke Kerk nog steeds als rooms-katholieke kathedraal van Dublin wordt gezien. Vandaar dat St Mary's slechts een voorlopige kathedraal kan zijn.

## Kerkprovincie
De kerkprovincie Dublin bestaat, naast het aartsbisdom, uit de bisdommen Ferns, Kildare en Leiglin en Ossory. Hoewel Dublin de hoofdstad van het land is, worden zowel de aartsbisschop van Dublin als de aartsbisschop van Armagh traditioneel Primaat van Ierland genoemd.